# Хацьки (зупинний пункт)
Хацьки́ — пасажирський залізничний зупинний пункт Шевченківської дирекції Одеської залізниці на лінії Золотоноша I — Імені Тараса Шевченка між станціями Білозір'я (3 км) та Сміла (6 км). Розташований у селі Хацьки Черкаського району Черкаської області.

## Історія
у Хацьках збереглася цікава пам'ятка архітектури — будівля вокзалу XIX століття. Архітектурний стиль будівлі — «цегляний». Фахівці часто зазначають, що це не окремий архітектурний стиль, а різновид модерну або еклектики. Це раціоналізація еклектики для масового та утилітарного будівництва. Термін «цегляний стиль» застосовується для споруд саме такого призначення: звичайної житлової забудови, промислових будівель, навчальних та лікарняних закладів, а також залізничних станцій та депо. Вважається, що «цегляний стиль» демонстрував необмежені можливості фігурної цегли для створення найскладніших декоративних форм. Це демонструє будівля вокзалу у Хацьках. Якщо уважно придивитися, то цегла, з якої складено вокзал, має дуже різноманітну форму.

## Пасажирське сполучення
На платформі Хацьки зупиняються приміські поїзди сполученням Імені Тараса Шевченка — Черкаси — Гребінка.